# Spodnja nosna školjka
Spodnja nosna školjka (latinsko concha nasalis inferior) je parna lobanjska kost, ki ima videz školjke, s konveksno stranjo obrnjeno na sredino in navzgor. Priraščena je na medialno steno zgornje čeljustnice in kot samostojna kost štrli v nosno votlino ter sestavlja njen stranski del. 